# Championnat de Bulgarie de football 1985-1986
Navigation
Saison précédente Saison suivante
La saison 1985-1986 du Championnat de Bulgarie de football était la 62e édition du championnat de première division en Bulgarie. Les seize meilleurs clubs du pays se retrouvent au sein d'une poule unique, la Vissha Professionnal Football League, où ils s'affrontent deux fois, à domicile et à l'extérieur. À la fin de la saison, les deux derniers du classement sont relégués et remplacés par les deux meilleurs clubs de deuxième division.
Les sanctions prises à l'encontre des deux plus grands clubs du pays la saison dernière ont complètement relancé l'intérêt du championnat, ultra-dominé par le CSKA et le Levski-Spartak, vainqueurs à eux deux des 7 derniers titres. Cette saison, c'est le club de Beroe Stara Zagora qui remporte le titre en terminant en tête du classement, avec 2 points d'avance sur le Trakia Plovdiv et 7 sur le PFC Slavia Sofia. Le tenant du titre, le Levski-Spartak (rebaptisé depuis l'intersaison Vitosha Sofia) ne prend que la 4e place à 9 points du Beroe et le Sredets Sofia (ex-CSKA) termine 5e à 10 points. C'est le tout premier titre de champion de Bulgarie de l'histoire du Beroe.

## Les 16 clubs participants
| - Vitosha Sofia - Sredets Sofia - Etar Veliko Tarnovo - Spartak Varna - PFK Spartak Pleven - PFC Slavia Sofia - Lokomotiv Plovdiv - Promu de D2 - Lokomotiv Sofia | - Pirin Blagoevgrad - Dunav Ruse - Tcherno More Varna - Trakia Plovdiv - OFK Botev Vratsa - Akademik Svishtov - Promu de D2 - Beroe Stara Zagora - PFC Sliven |

## Compétition

### Classement
Le barème utilisé pour établir le classement a été modifié puisqu'un match nul 0-0 ne rapporte aucun point aux deux équipes. Il est donc le suivant :
- Victoire : 2 points
- Match nul : 1 point
- Défaite ou match nul 0-0 : 0 point

| Rang | Équipe              | Pts | J  | G  | N | P  | Bp | Bc | Diff |
| ---- | ------------------- | --- | -- | -- | - | -- | -- | -- | ---- |
| 1    | Beroe Stara Zagora  | 43  | 30 | 20 | 4 | 6  | 55 | 36 | +19  |
| 2    | Trakia Plovdiv      | 41  | 30 | 18 | 6 | 6  | 82 | 38 | +44  |
| 3    | PFC Slavia Sofia    | 36  | 30 | 16 | 5 | 9  | 63 | 33 | +30  |
| 4    | Sredets Sofia       | 34  | 30 | 16 | 2 | 12 | 62 | 37 | +25  |
| 5    | Vitosha Sofia T C   | 33  | 30 | 14 | 6 | 10 | 55 | 39 | +16  |
| 6    | PFC Sliven          | 31  | 30 | 12 | 8 | 10 | 46 | 48 | -2   |
| 7    | Lokomotiv Plovdiv P | 31  | 30 | 14 | 3 | 13 | 51 | 57 | -6   |
| 8    | Spartak Varna       | 30  | 30 | 11 | 9 | 10 | 31 | 32 | -1   |
| 9    | Lokomotiv Sofia     | 29  | 30 | 12 | 6 | 12 | 47 | 45 | +2   |
| 10   | Etar Veliko Tarnovo | 29  | 30 | 12 | 5 | 13 | 52 | 58 | -6   |
| 11   | Akademik Svishtov P | 26  | 30 | 11 | 4 | 15 | 39 | 54 | -15  |
| 12   | OFK Botev Vratsa    | 25  | 30 | 10 | 5 | 15 | 44 | 60 | -16  |
| 13   | Pirin Blagoevgrad   | 21  | 30 | 8  | 6 | 16 | 34 | 49 | -15  |
| 14   | PFK Spartak Pleven  | 21  | 30 | 9  | 4 | 17 | 33 | 63 | -30  |
| 15   | Tcherno More Varna  | 20  | 30 | 9  | 3 | 18 | 47 | 58 | -11  |
| 16   | Dunav Ruse          | 18  | 30 | 8  | 4 | 18 | 29 | 63 | -34  |

|  | Qualification pour la Coupe des clubs champions 1986-1987                                |
|  | Qualification pour la Coupe des Coupes 1986-1987                                         |
|  | Qualification pour la Coupe UEFA 1986-1987                                               |
|  | Qualification pour la Coupe Intertoto 1986                                               |
|  | Relégation en deuxième division                                                          |
|  | T : Tenant du titre C : Vainqueur de la Coupe de Bulgarie P : Promu de deuxième division |

## Bilan de la saison
| Championnat de Bulgarie de football 1985-1986 |                                |
| Champion                                      | Beroe Stara Zagora (1er titre) |
| Coupes et trophées                            |                                |
| Vainqueur de la Coupe de Bulgarie 1985-1986   | Vitosha Sofia                  |
| Qualifications continentales                  |                                |
| Coupe des clubs champions 1986-1987           | Beroe Stara Zagora             |
| Coupe des Coupes 1986-1987                    | Vitosha Sofia                  |
| Coupe UEFA 1986-1987                          | Trakia Plovdiv                 |
| Coupe UEFA 1986-1987                          | Sredets Sofia                  |
| Coupe Intertoto 1986                          | Sredets Sofia                  |
| Coupe Intertoto 1986                          | Vitosha Sofia                  |
| Promotions et relégations                     |                                |
| Promus en Vissha PFL                          | Chernomorets Burgas            |
| Promus en Vissha PFL                          | FK Dimitrovgrad                |
| Relégués en B PFL                             | Tcherno More Varna             |
| Relégués en B PFL                             | Dunav Ruse                     |